# 五甲隧道
五甲隧道位於臺灣花蓮縣秀林鄉。該隧道由台灣電力公司為奇萊引水工程中，通達木瓜溪上游支流，林溪以及檜溪攔水壩而施作的隧道，原由台灣電力公司東部發電廠所管轄，然而目前該隧道因上方五甲崩山山體滑動影響，隧道結構已變形崩塌無法通行廢棄至今。

## 沿革

### 計畫
五甲隧道是台灣電力公司於1977年所推動的「木瓜溪水力發電擴建工程」中，「奇萊引水計畫」的一項工程，這座隧道坐落在奇萊引水工程施工道路，奇萊路的17.25公里處，並穿越上方的五甲崩山後，通達至更深山的林溪壩以及檜溪壩。隧道規劃全長為1,700公尺。

### 動工

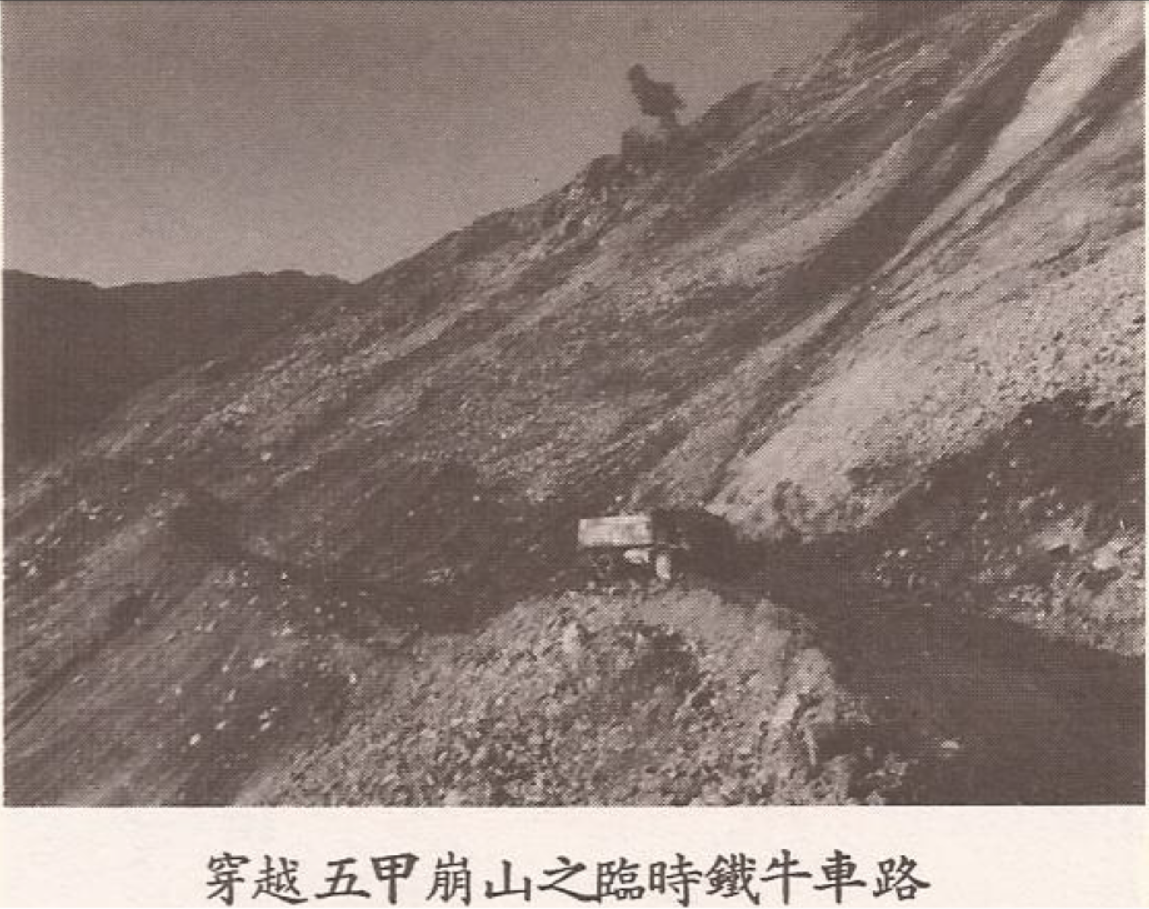
在五甲隧道完工通車前，通往上游林溪壩與檜溪壩工區的臨時道路。
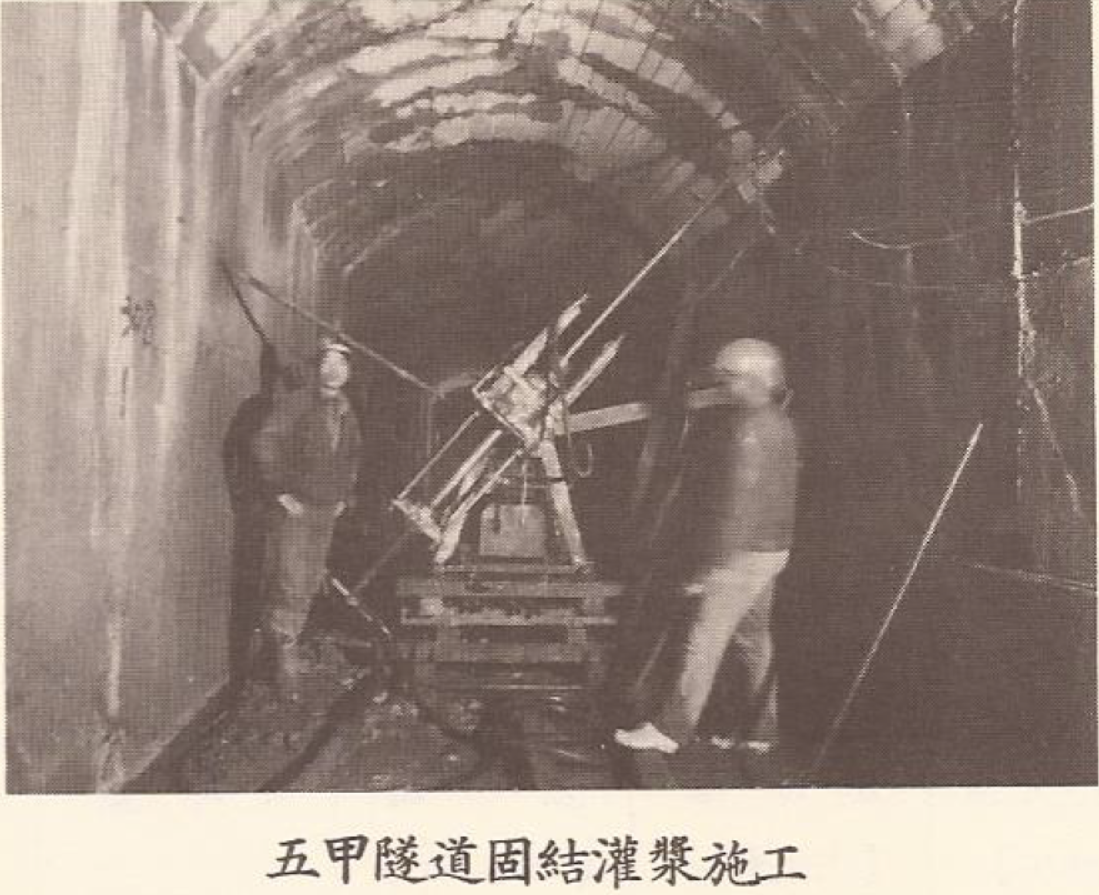
五甲隧道內混凝土襯砌的固結灌漿作業。
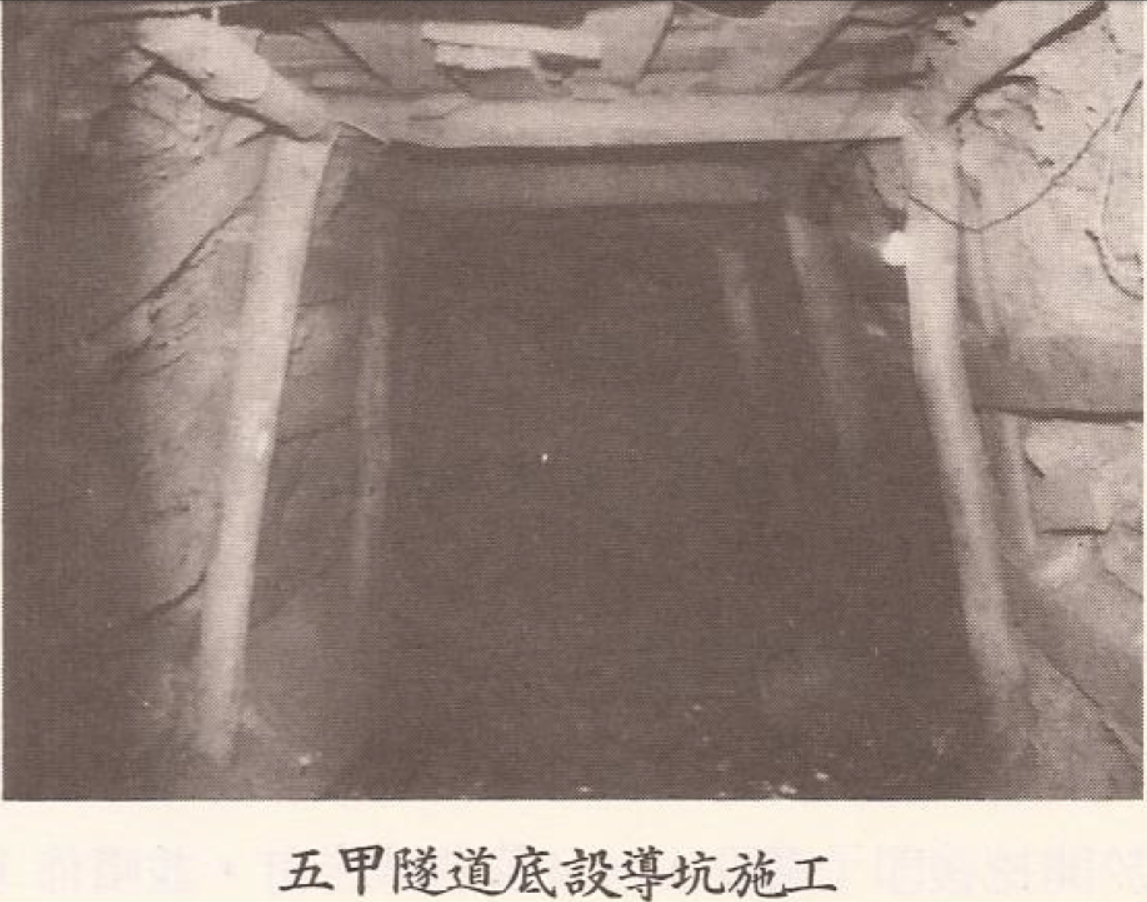
利用底導坑工法所施作出的五甲隧道導坑。

五甲隧道於1978年8月開始動工後，共有兩個施工斷面，分別從隧道上口與隧道下口向內開鑿。然而，當隧道上口開鑿至8.5公尺，以及下口開鑿至12.92公尺時，洞口多次發生坍方，導致工程進度嚴重落後。經由台電工程師前往會勘後，乃決定將隧道改線，隧道下口移至奇萊路20.231公里處，使得隧道總長從原先的1,700公尺縮短成603公尺，原隧道段的路段則改為露天開挖路基，以降低隧道坍方的風險。
當隧道向內開鑿至320公尺處時，因隧道上方岩質極度惡劣，施工人員改採用底導坑工法開鑿隧道，並且，原先使用4吋H型鋼材的支保，因不堪上方土石擠壓導致嚴重變形，改採用更粗的6吋鋼材支保以及隧道底部加上支撐橫梁來支撐隧道結構。

### 完工
五甲隧道最終於1981年1月24日，全線完工通車。由於該隧道所在之地質結構惡劣，導致施工期間發生多次矢板斷裂、支保變形扭曲，以及抽心等嚴重問題，使得長度僅約603公尺的隧道，卻耗費了2年6個月才完工啟用。

### 改線

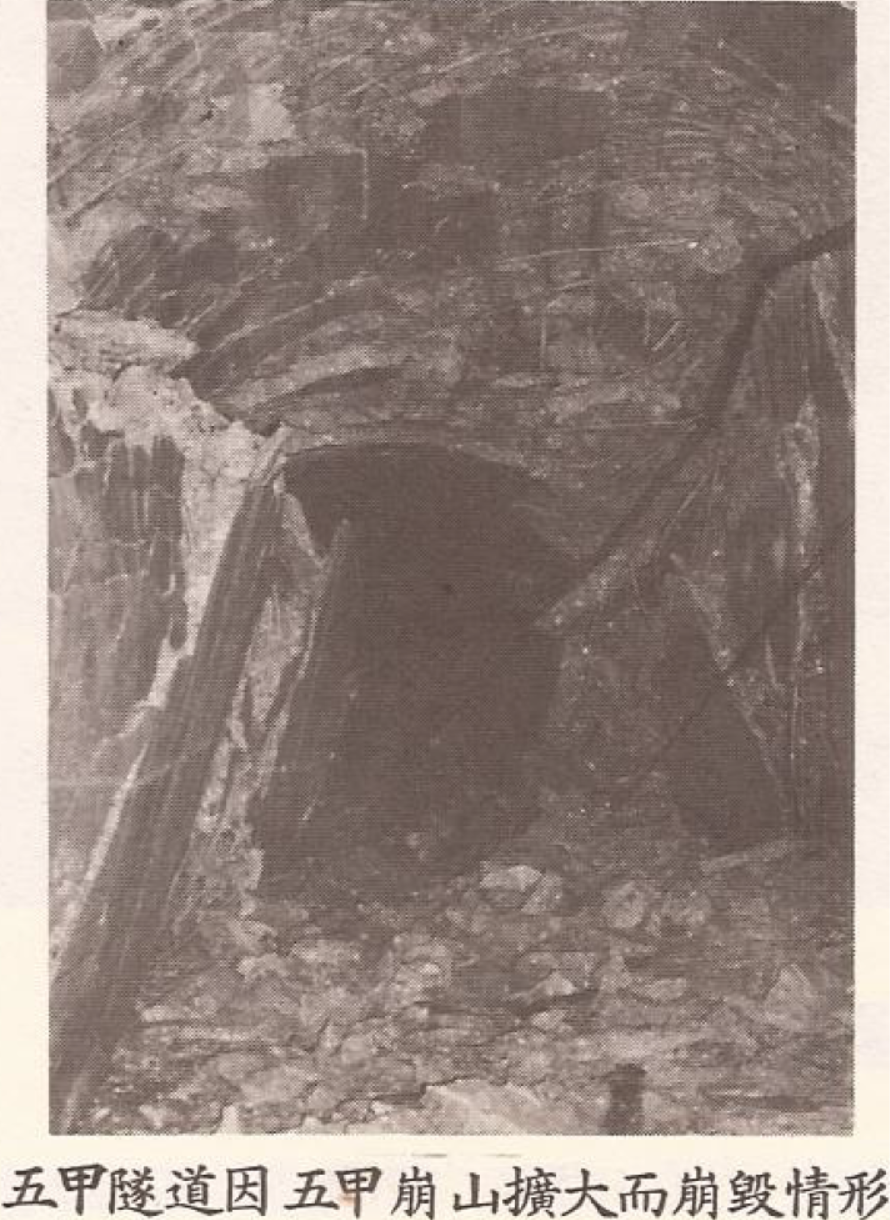
五甲隧道1981年5月崩塌後隧道結構崩壞狀況。
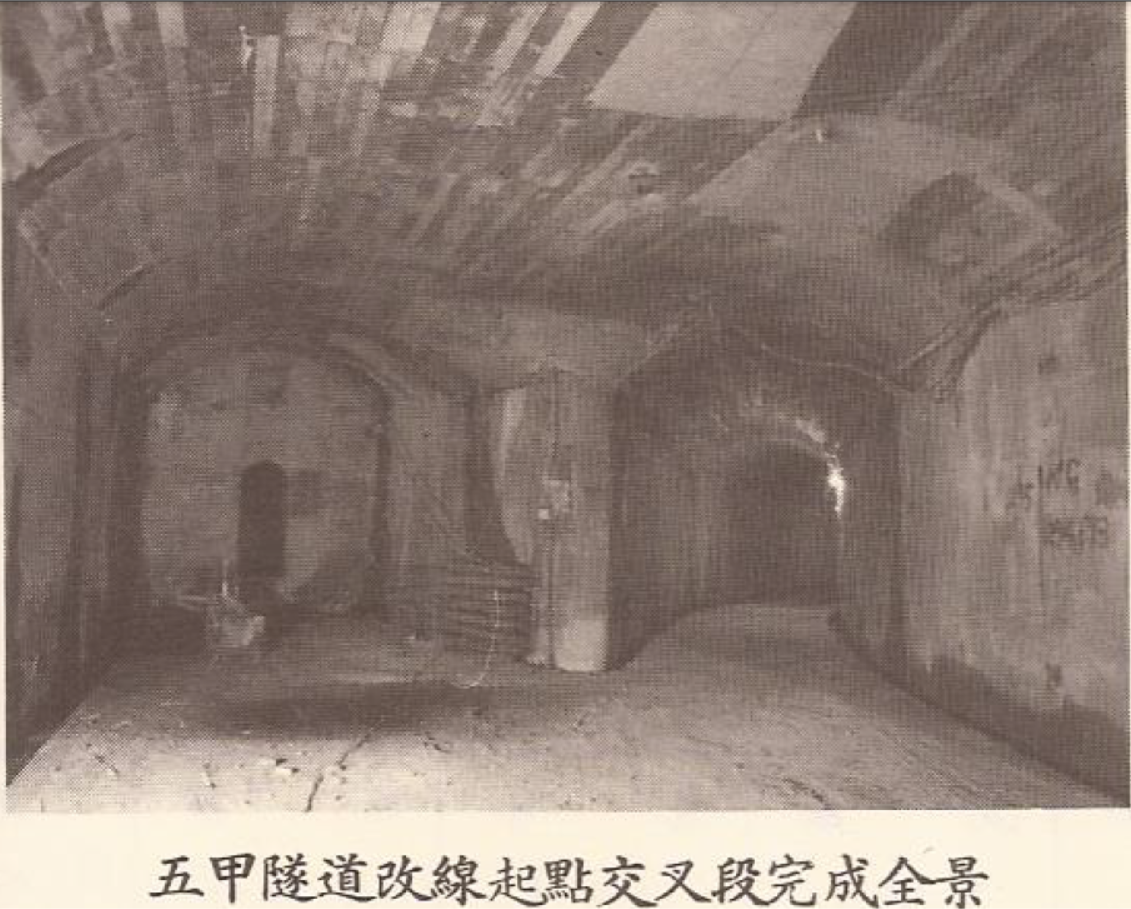
五甲隧道改線完成後，舊線與新線交會點一景，左方隧道即為已封閉並灌漿回填的舊線，右方隧道為新線。

1981年5月，由於梅雨季節影響，連續不斷地雨勢導致五甲崩山於6月4日發生大規模崩塌意外。連帶的，使下方完工不到一年的五甲隧道上口遭土石壓毀。隧道上口起向內約有300公尺的路段也被坍方的土石壓毀，部分路段更是土石沖刷掏空後，結構墜落至山谷間的木瓜溪中，受損狀況已達到無法復原的程度。台電工程人員會勘後決議，除持續觀察災變後的地質變化外，另將隧道492公尺處、390公尺處，以及305公尺處的隧道襯砌截斷，以免其餘仍尚好的隧道結構受到崩塌的影響。
由於五甲隧道是通往更上游林溪壩以及檜溪壩的重要通達道路，因此台電工程師開始進行隧道改線的作業。而原本台電工程師認為，為詳細的調查發生大規模坍塌的原因，因此認為須做更詳細之地質鑽探調查。然而五甲隧道崩塌之地區為崇山峻嶺，如進行詳細之地質探勘，恐緩不濟急，並且勢必影響奇萊引水工程的整體施作進度，因此最終決議，以原始的地質鑽探資料及路線調查結果來施作改線工程。
改線工程經測定完成後，分別由新上口，以及原隧道截斷處開挖。而新隧道沿線之地質多屬於黑色片岩，紋理及分布幾與隧道平行，加上岩質鬆軟透水性大等因素，因此隧道改線開挖時，以新奧工法（NATM）及全斷面鑽炸施作。並且隧道全線之洞壁敷設混凝土襯砌以保護隧道結構。
| 五甲隧道1981年5月崩塌後，台電工程師擬定的改線工程布置圖 |

### 現況
五甲隧道改線工程完工後，上方之五甲崩山仍持續的走山滑動，導致五甲隧道最終仍變形坍塌而廢棄。
而台灣電力公司也將前往林溪壩、檜溪壩之維護通達方式改為先在奇萊引水隧道末端的龍溪調整池將奇萊引水隧道上段的檜溪壩、林溪壩以及奇萊壩取水口的閘門透過光纖網路遠端遙控依序關閉。並將位於天長壩附近的緊急排砂道（7號橫坑）排水門開啟，讓引水隧道內的餘水排放淨空後，工程人員再藉由這條控制廊道進入引水隧道騎乘電動機車或徒步方式，以避開坍塌廢棄的五甲隧道前往檜溪壩、林溪壩進行簡易維修及進水口閘門耙污，奇萊壩部份因道路尚存在，因此可透過奇萊路直接前往。

## 技術資訊
- 總長：735.92公尺（改線），603公尺（舊線）
- 寬度：2.9公尺
- 高度：3.5公尺
- 半徑：1.81公尺
- 結構：混凝土襯砌
- 類型：倒D型

## 資料來源
1. 1 2 3 4 5 6 7 8 9 10 11 12 13 14  東部電力處. . 花蓮縣: 台灣電力公司. 1986年12月: 2–23.
2. 1 2 3 4 5  謝敬義.  (PDF). 地工技術雜誌 第28期. 1989-12  [2016-07-18] （中文（臺灣））.[]
3. ↑  紫秋千. . 台灣環境資訊中心. 2005-06-09  [2016-07-18]. （原始内容存档于2019-11-11） （中文（臺灣））.
4. ↑  . 台灣溫泉探勘網.   [2016-07-18]. （原始内容存档于2012-10-28） （中文（臺灣））.
5. 1 2  邱麗文.  (PDF). 源雜誌. 2005-05  [2016-07-18]. （原始内容存档 (PDF)于2020-08-14） （中文（臺灣））.